# 링거액
링거액( - 液, 영어: Ringer's solution)은 혈액 대신 사용되는 용액을 말한다. 링거라는 이름은 시드니 링거에서 따왔다.
이 용액은 더 나아가 1930년대에 락트산 나트륨을 추가하게 되었으며, 이를 유산화 링거액이라 부른다.

## 같이 보기
- 소금(식염)